# Barranc de Beniure
El barranc de Beniure és un barranc íntegrament del terme municipal de Sant Esteve de la Sarga, tot i que és la continuació d'un altre barranc, el de la Marieta, que fa de termenal entre aquest terme i el de Castell de Mur, a l'antic terme de Mur. És afluent del barranc del Bosc.
S'origina just a sota de les Tres Creus, just al límit dels termes esmentats, per la unió del barranc de la Marieta i de dos altres barrancs, un procedent del nord-oest i l'altre del sud-est.Des de la seva formació, baixa cap al sud-oest, passa ran de la Font de la Canaleta, i al cap de poc rep per la dreta el barranc de la Solana. Sempre cap al sud-oest, passa pel congost format per la Serra de Beniure, a llevant, i la de Sant Esteve, a ponent, i gira cap al sud, fent ziga-zagues, però.
Aviat passa a llevant del poble de Beniure, fins que aflueix en el barranc de Sant Esteve de la Sarga, que a partir d'aquest moment passa a anomenar-se barranc del Bosc. A prop, al nord-oest, de la confluència dels dos barrancs hi ha el Molí de Beniure.